# Nha Vida
Nha Vida è l'album di debutto della cantante Lura, pubblicato nel 1996.

## Tracce
1. Nha Vida – 4:46 (Lura)
2. Rainha do Dia – 5:29 (Lura)
3. Quel Noti nca Squeci – 5:49 (Lura)
4. Prece di Um Fidjo – 5:42 (Paulino Vieira)
5. Insegura – 5:06 (Lura)
6. Dona Lua – 4:52 (Lura)
7. Curtir, Curtir – 4:52 (Lura)
8. Bailar (Para Ti) – 4:30 (Lura)